# Desman ukraiński
Desman ukraiński, wychuchol ukraiński, desman, chochoł piżmowy (Desmana moschata) – gatunek małego ziemnowodnego ssaka z rodziny kretów (Talpinae) w obrębie rodziny kretowatych (Talpidae), jedyny żyjący współcześnie przedstawiciel rodzaju desman (Desmana), występujący w Rosji, Kazachstanie i na Ukrainie. Zamieszkuje dorzecza Wołgi, Donu, Oki i rzeki Ural, a niewielka populacja także brzegi rzeki Desna, ukraińskiego dopływu Dniepru. Międzynarodowa Unia Ochrony Przyrody uznaje go za gatunek krytycznie zagrożony wyginięciem.

## Taksonomia

### Historia badań gatunku
Po raz pierwszy wychuchol ukraiński został opisany przez francuskiego botanika Charles’a de L’Écluse w 1605 roku w pracy „Exoticorum libri decem”. Autor uznał wówczas zwierzę za gryzonia i nadał mu nazwę Mus aquaticus exotica. Nazwa „desman” wspomniana została po raz pierwszy przez Louisa Daubentona w „L’Histoire Naturelle, générale et particulière, avec la description du Cabinet du Roi” (pod redakcją Georges’a-Louisa Leclerca de Buffona), który wskazywał, że futra zwierząt (określanych także jako Mus aquaticus) były chętnie kupowane przez ówczesnych kuśnierzy. W 1673 Charleston lokował wychuchola w rzędzie ssaków owadożernych i używał nazwy Sorex moscovites. Karol Linneusz w 10. edycji Systema Naturae w 1758 roku zaliczył jednak gatunek do bobrów i nadał nazwę Castor moschatus. Jako miejsce typowe autor wskazał wodnisty teren w Rosji. Dopiero w 1777 Johann Anton Güldenstädt sporządził obszerny opis gatunku, zaproponował nazwę Desmana dla nowego rodzaju zwierząt, w którym ulokował wychuchola.

### Systematyka
Autorzy Illustrated Checklist of the Mammals of the World uznają ten gatunek za monotypowy. 

### Etymologia
- Desmana: fr. desman, niem. desman „desman”, od szw. desman råtta „szczur piżmowy”, od desman „piżmo”[15].
- moschata: nowołac. Moschatus „moskiewski”, od Moscovia „moskiewski”, od łac. Moschi „lud mieszkający między Morzem Czarnym a Kaspijskim”[16].

### Nazewnictwo zwyczajowe
W polskiej literaturze zoologicznej gatunek Desmana moschata był oznaczany nazwą „wychuchol ukraiński”. W wydanej w 2015 roku przez Muzeum i Instytut Zoologii Polskiej Akademii Nauk publikacji „Polskie nazewnictwo ssaków świata” gatunkowi nadano nazwę „desman ukraiński”, rezerwując nazwę „wychuchol” dla rodzaju Galemys.

## Morfologia
Masywny tułów wychuchola wraz z głową osiąga długość u samic 193–240 mm, natomiast u samców 200–225 mm. Długość ogona wynosi u samic 180–210 mm zaś u samców 185–203 mm; długość tylnej stopy mieści się w przedziale 51–58 mm. Masa ciała samic 370–447 g, samców 390–450 g. Płci są mniej więcej tego samego rozmiaru. Ciało pokrywa gęsta sierść, która nie namaka w wodzie. Z wierzchu jest wybarwiona na kolor brunatnobury, a od spodu jasnosrebrzysty. Ogon desmana pokryty jest łuskami. Krótkie kończyny zakończone są palcami połączonymi błoną pływną. Małżowiny uszne zwierzęcia są zredukowane, a nos składa się z połączonych ze sobą rurek z chrząstki i przypomina krótką trąbę. Górne siekacze są silnie rozwinięte i służą zwierzęciu do kruszenia skorup mięczaków, które obok pijawek, owadów i roślin stanowią jego główny składnik pożywienia.

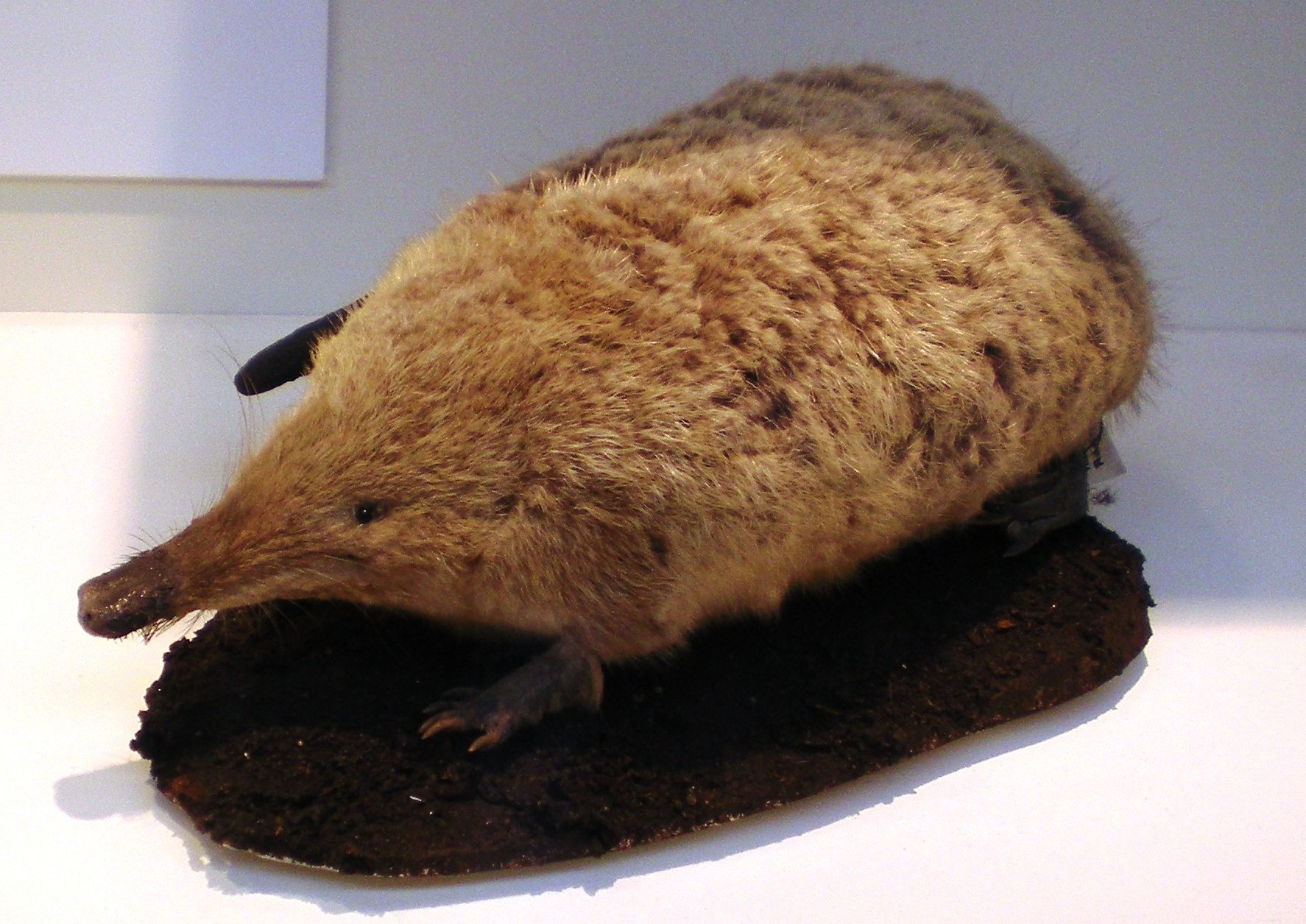
Wypchany okaz w Muzeum Historii Naturalnej w Londynie

## Rozmieszczenie geograficzne i biotop
Wychuchol ukraiński występuje w Rosji, Kazachstanie i na Ukrainie, a izolowane populacje na Białorusi wymarły. Obecnie zakres występowania jest bardzo rozdrobniony. Zamieszkuje między innymi dorzecza Wołgi, Donu, Oki i rzeki Ural. Wychuchole zniknęły z terenu Ukrainy pod koniec XIX wieku, w 1950 odnaleziono tam jednak populację, która przetrwała. W 1990 stwierdzono obecność tych zwierząt w rzece Desnie, ukraińskim dopływie Dniepru.
Wychuchol kopie nory głównie wzdłuż starorzecza, ale także na brzegach rzek o wolnym nurcie i jezior o głębokości 1–2 m. Na siedlisko wybiera zbiorniki o strefie przybrzeżnej porośniętej roślinnością wodno-bagienną, w których licznie występują bezkręgowce. Wychuchol lokuje wejście do swoich nor pod wodą. Czasami zajmuje także nory opuszczone przez karczownika ziemnowodnego.

## Ekologia
Jest gatunkiem wszystkożernym. Żeruje w wodzie. Naukowcy odnotowali ponad 72 gatunki bezkręgowców oraz 30 gatunków roślin, które wchodzą w skład diety wychuchola. D. moschata zjada także ryby i płazy.

## Kopalne ślady występowania
W trzeciorzędzie i plejstocenie przodkowie wychuchola ukraińskiego zasiedlali tereny Europy, a w przejściowym okresie także i Ameryki Północnej. Skamieniałe ślady gatunku datowane na czwartorzęd odkryto w Niemczech, Rumunii i w Wielkiej Brytanii. Kopalne ślady występowania gatunku odnajdywane są także na terenie Polski.